# Pavel Lunaček
Pavel Lunaček (ilegalno ime Igor), slovenski ginekolog in porodničar, * 31. januar 1900, Šentrupert, † 2. april 1955, Ljubljana.
Lunaček velja za pionirja sodobnega porodništva in ginekologije.

## Življenjepis
Rodil se je kot Pavel Jožef Lunaček očetu učitelju Aleksandru in materi Mariji (rojena Tekavčič). Po končani srednji šoli je Pavel Lunaček najprej odšel na študij v Zagreb, kjer je sprva študiral gozdarstvo. Kmalu se je odločil za študij medicine, ki jo je študiral v Ljubljani, Gradcu in Zagrebu, kjer je diplomiral.
Prvo službo je dobil kot oddelčni zdravnik v Brežicah, nato pa je odšel na delo v bolnišnico za ženske bolezni v Ljubljani. Kasneje se je iz ginekologije izpopolnjeval v Zagrebu, Franciji, Belgiji, na Nizozemskem, v Italiji in Združenem kraljestvu. Po končani specializaciji je postal primarij.
Po izbruhu druge svetovne vojne se je vključil v OF in kot član zdravniškega matičnega odbora OF za Ljubljano vodil zbiranje in pošiljanje sanitetnega materiala za partizane. Spomladi leta 1942 je tudi aktivno vstopil v NOV in postal šef sekcije za bolnišnice pri sanitetnem oddelku. V razmerah partizanskega vojskovanja je razvil in uveljavil svoj koncept konspirativnih bolnišnic in bil eden ključnih ljudi pri ustanavljanju Slovenske centralne vojno-partizanske bolnišnice v Kočevskem Rogu ter pri ustanavljanju Baze 20, ki je bila med letoma 1942 in 1944 glavna baza CK KPS in izvršnega odbora OF.
Po koncu vojne je bil imenovan za predstojnika klinike za ginekologijo in porodništvo, postal pa je tudi redni profesor na Medicinski fakulteti v Ljubljani. Kasneje je postal dekan Medicinske fakultete ter kasneje rektor Medicinske visoke šole. Kot predsednik OF Ljubljana je leta 1945 za kratek čas postal župan Ljubljane.
Leta 1954 je postal član Slovenske akademije znanosti in umetnosti. V porodništvu in ginekologiji je utemeljil sodobno medicinsko doktrino. Uvedel je strog higienski režim in uspešno zajezil veliko okužb in bolezni, razvil je omrežje stacionarnih in ambulantnih zavodov, dispanzerjev za zdravstveno in socialno varstvo žena, mater in otrok. Svojo doktrino je razširil tudi na oddelke v splošnih bolnišnicah in nazadnje v vseh zdravstvenih domovih ter pripomogel, da se je bistveno zmanjšala umrljivost mater in otrok. Njegov učbenik Porodniške operacije je bil osnovni učbenik mnogim generacijam porodničarjev.
Po njem se od 2. aprila 1983 imenuje šola v Šentrupertu, režiser Zdravko Pečenko pa je leta 2007 po scenariju Metke Jakšič posnel igrano-dokumentarni film o življenju in delu Pavla Lunačka z naslovom Vdih življenja.

## Nagrade
- Prešernova nagrada (1950) - za organizacijo ginekološke klinike v Ljubljani
- Prešernova nagrada (1951) - za knjigo Porodniške operacije